# Budimir Vujačić
Budimir Vujačić (Petrovac, 1964. január 4. –) szerb válogatott labdarúgó.

## Nemzeti válogatottak
A jugoszláv válogatottban és a szerb válogatottban összesen 12 mérkőzést játszott.
| Jugoszláv válogatott | Jugoszláv válogatott | Jugoszláv válogatott |
| Időszak              | Mérk.                | gól                  |
| -------------------- | -------------------- | -------------------- |
| 1989                 | 4                    | 0                    |
| 1990                 | 0                    | 0                    |
| 1991                 | 3                    | 0                    |
| 1992                 | 1                    | 0                    |
| Összesen             | 8                    | 0                    |
| Szerb válogatott     |                      |                      |
| Időszak              | Mérk.                | gól                  |
| 1995                 | 2                    | 0                    |
| 1996                 | 2                    | 0                    |
| Összesen             | 4                    | 0                    |